# Pala di Santa Maria in Porto
La Pala di Santa Maria in Porto (detta anche Pala Portuense) è un dipinto olio su tela (323x240 cm) di Ercole de' Roberti, datato 1479-1481 e conservato nella Pinacoteca di Brera a Milano.

## Storia
La grande pala d'altare venne eseguita per la  chiesa di Santa Maria in Porto Fuori presso Ravenna, che era retta dai Canonici Lateranensi. Già nel XVI secolo il dipinto venne trasferito nella basilica di San Francesco, mentre con le soppressioni napoleoniche venne requisito e destinato alla Pinacoteca milanese, dove entrò nel 1811.

## Descrizione
Ercole de' Roberti creò in quest'opera una straordinaria architettura a sviluppo prevalentemente verticale, sotto la quale si trova un alto podio ottagonale su cui è poggiato il trono della Vergine. La base è decorata da alcune formelle (raffiguranti la Strage degli innocenti, l'Adorazione dei Magi e la Presentazione di Gesù al Tempio) che simulano dei bassorilievi all'antica e che si ispiravano all'ammiratissimo altare della basilica del Santo di Donatello a Padova.
Sopra questa base si ergono alcune colonnine con i fusti modanati e decorati da ghirlande, dischi e anelli marmorei, che permettono di scorgere in lontananza uno straordinario paesaggio marino in burrasca, la cui posizione così preminente è dovuta al ricordo della leggenda della fondazione di Santa Maria del Porto, quando il crociato Pietro degli Onesti, scampato al naufragio, aveva promesso alla Vergine la fondazione di una grande chiesa come ex voto.
Più in alto si erge l'altissimo trono della Vergine, incastonato da una nicchia con altrettanti finti rilievi, con un prezioso tappeto come poggiapiedi e con due scenografiche tende rosse che incorniciano la misurata composizione. I quattro santi presenti sono sant'Agostino (in basso a sinistra) protettore dell'ordine dei Lateranensi, il beato Pietro degli Onesti fondatore dell'ordine (in basso a destra), sant'Elisabetta e sant'Anna (in alto, ai lati della Vergine).

## Stile
La pala è uno dei migliori esempi delle innovazioni che percorrevano l'Italia settentrionale dopo il 1475, quando Antonello da Messina sviluppò una tipologia di sacra conversazione con i personaggi disposti in maniera piramidale con al vertice l'alto trono della Vergine (la Pala di San Cassiano, capolavoro oggi in parte mutilo).  Il pittore creò una rappresentazione di grande monumentalità, improntata a una compostezza classica dove è ormai placata l'esagitata frenesia degli affreschi di Palazzo Schifanoia. Le forme appaiono così solide e misurate, con un robusto modellato plastico, mentre le inquietudini dell'artista affiorano solo nei finti bassorilievi decorativi.